# امیلیو بوتین
امیلیو بوتین (به اسپانیایی: Emilio Botín) (زاده ۱ اکتبر ۱۹۳۴) بانکدار، کارآفرین و مدیر ارشد اجرایی اسپانیایی است، که در حال حاضر به‌عنوان رییس هیئت مدیره سانتاندر گروپ فعالیت می‌نماید. این بانک هم‌اکنون بزرگترین بانک در کشور اسپانیا و دوازدهمین بانک بزرگ جهان به‌شمار می‌آید.